# Roger Jepsen
Roger William Jepsen (Cedar Falls, 23 de diciembre de 1928 - Davenport, 13 de noviembre de 2020) fue un político estadounidense del estado de Iowa. Miembro del partido republicano, sirvió en el Senado de los Estados Unidos y como vicegobernador de Iowa.

## Primeros años
El 23 de diciembre de 1928, Jepsen nació en Cedar Falls, Iowa. Su padre fue Emil Jepsen y su madre fue Esther (de soltera Sorensen) Jepsen.
Jepsen asistió a la Universidad del Norte de Iowa. Finalmente se graduó de la Universidad Estatal de Arizona en Tempe, Arizona en 1950 con una licenciatura y en 1953 con una maestría. En la ASU, Jepsen era miembro de Tau Kappa Epsilon.

## Carrera
Jepsen se convirtió en paracaidista en el Ejército de los Estados Unidos entre 1946 y 1947 y sirvió en la Reserva del Ejército entre 1948 y 1960. Participó activamente en negocios agrícolas, de seguros y de atención médica.
Jepsen se desempeñó como supervisor del condado de Scott desde 1962 hasta 1965 y fue senador estatal desde 1966 hasta 1968. Fue el 39 ° vicegobernador de Iowa de 1969 a 1973, habiendo sido elegido con el gobernador Robert D. Ray en 1968.
En 1978, fue elegido para el Senado de los Estados Unidos, derrotando por poco al titular Richard C. Clark en una gran sorpresa, recibiendo un fuerte apoyo del Comité Nacional de Acción Política Conservadora (NCPAC). Sirvió un solo término desde el 3 de enero de 1979 hasta el 3 de enero de 1985. Se desempeñó como copresidente del Comité Económico Conjunto en el 98.º Congreso.
Compañeros colegas republicanos elogiaron a Jepsen por persuadir al presidente Ronald Reagan de que levantara la prohibición agrícola contra la Unión Soviética.
Jepsen fue derrotado por el congresista demócrata Tom Harkin en las elecciones al Senado de 1984. Más tarde, Jepsen se desempeñó como presidente de la Administración Nacional de Cooperativas de Crédito.
Durante parte de su mandato en el Senado, Jepsen se sentó en el Candy Desk. Falleció el 13 de noviembre de 2020 a la edad de noventa y un años.